# Buffalo Bills 2003
La stagione 2003 dei Buffalo Bills è stata la 34ª della franchigia nella National Football League, la 44ª incluse quelle nell'American Football League. Nella terza stagione sotto la direzione del capo-allenatore Gregg Williams la squadra ebbe un record di 6 vittorie e 10 sconfitte, piazzandosi terza nella AFC East e mancando i playoff per il quarto anno consecutivo. A fine stagione a Williams non fu rinnovato il contratto.

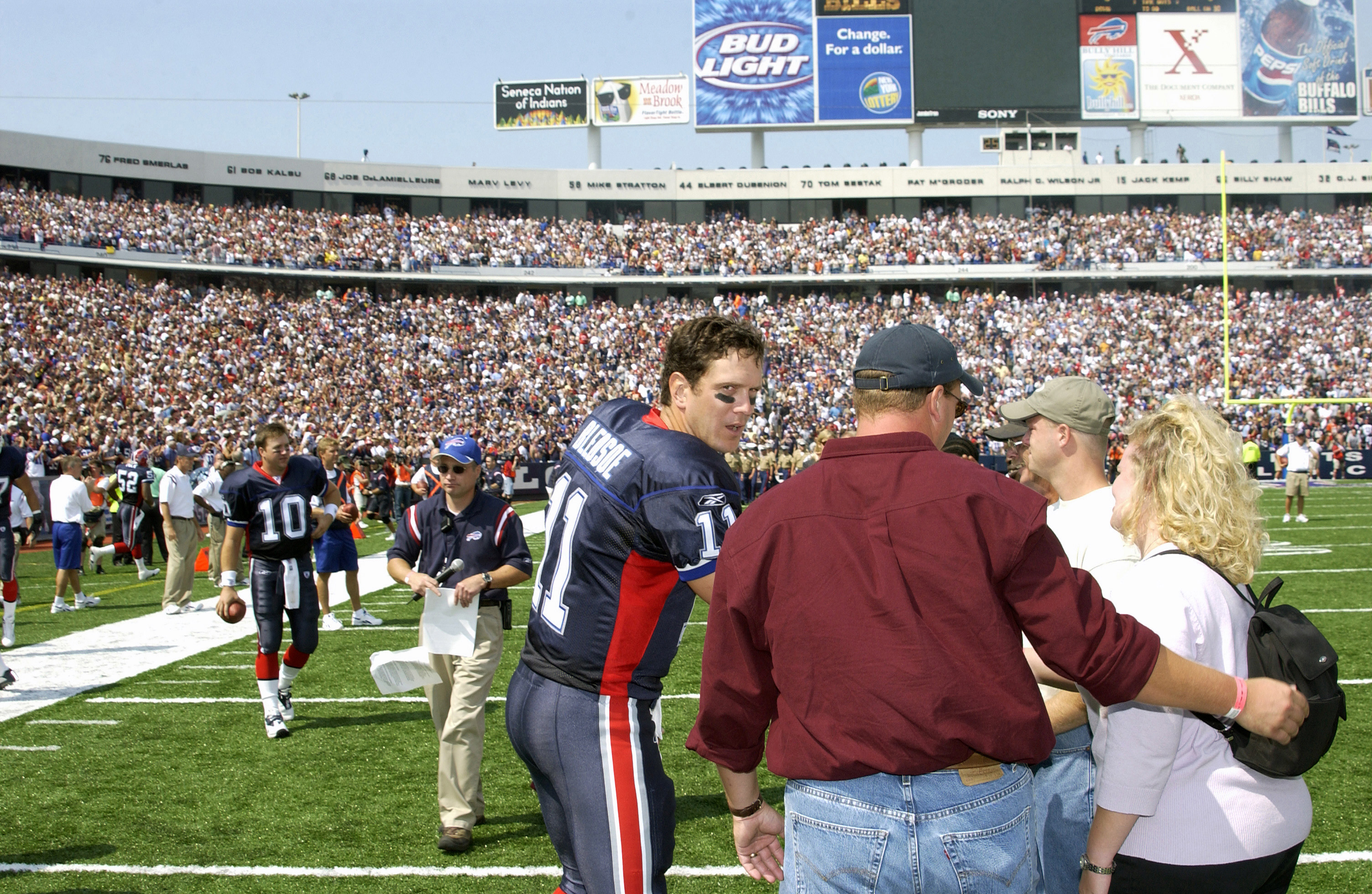
Il quarterback Drew Bledsoe prima del debutto stagionale, il 7 settembre 2003

## Roster
| Roster dei Buffalo Bills nel 2003 |
| --- |
| Quarterback - 11 Drew Bledsoe - 5 Travis Brown - 10 Alex Van Pelt Running Back - 35 Joe Burns - 41 Phil Crosby - 33 Sam Gash FB - 20 Travis Henry - 21 Willis McGahee - 30 Ken Simonton Wide Receiver - 86 Antonio Brown - 85 Clarence Coleman - 80 Eric Moulds - 82 Josh Reed - 81 Bobby Shaw Tight End - 84 Mark Campbell - 83 Dave Moore - 88 Ryan Neufeld Offensive Linemen - 79 Ruben Brown G - 73 Marcus Price T - 61 Mike Pucillo G - 60 Bernard Robertson T - 64 Ben Sobieski T - 74 Marques Sullivan G - 70 Trey Teague C - 65 Ross Tucker G - 68 Mike Williams T Defensive Linemen - 95 Sam Adams DT - 97 Justin Bannan DT - 92 Ryan Denney DE - 90 Chris Kelsay DE - 91 Keith McKenzie DE - 66 Lauvale Sape DT - 94 Aaron Schobel DE - 93 Pat Williams DT Linebacker - 55 Angelo Crowell OLB - 59 London Fletcher MLB - 53 Mario Haggan MLB - 52 DaShon Polk OLB - 96 Jeff Posey OLB - 51 Takeo Spikes OLB - 57 Josh Stamer OLB - 50 Dominique Stevenson MLB Defensive Back - 22 Nate Clements CB - 24 Terrence McGee CB - 36 Lawyer Milloy SS - 23 Pierson Prioleau FS - 37 Dainon Sidney CB - 28 Kevin Thomas CB - 26 Antoine Winfield CB - 27 Coy Wire SS Special Team - 54 Jon Dorenbos LS - 9 Rian Lindell K - 8 Brian Moorman P Lista delle riserve - 89 Sam Aiken WR (IR) - 60 Gary Byrd T (IR) - 98 Ron Edwards DT (IR) - 75 Jonas Jennings T (IR) - 31 Sammy Morris RB (IR) - 43 Izell Reese FS (IR) Squadra di allenamento - 16 Cedric Bonner WR - 15 Jerel Myers WR - 71 David Porter T - 76 Richard Seals OL - 49 Rod Trafford TE - 19 Rodney Wright WR |
| Legenda - I rookie sono in corsivo. - Il primo ruolo è il principale mentre gli eventuali successivi indicano i ruoli secondari. - (IR) sta per Injured Reserve ed indica la lista ristretta per un solo giocatore infortunato che può tornare ad allenarsi dopo la settimana 6 e a rientrare in prima squadra dopo che questa ha giocato 8 partite. - (NF-Inj.) / (NF-Ill.) stanno rispettivamente per Non-Football Injured e Non-Football Illness ed indicano le liste dove viene inserito un giocatore che ha un infortunio o una malattia non dipendente dal football americano. - (PUP) sta per Physically Unable to Perform ed indica la lista dove viene inserito un giocatore mentre è in attesa di recuperare la condizione fisica. Nella stagione regolare dopo la sesta partita giocata dalla propria squadra, il giocatore ha tempo tre settimane per riprendere ad allenarsi, più tre settimane aggiuntive dal suo rientro agli allenamenti per rientrare in prima squadra. |

Fonte:

## Calendario
| Stagione regolare |                    |                         |                    |                    |                    |
| Turno             | Data               | Avversario              | Risultato          | Record             | Pubblico           |
| 1                 | 7 settembre 2003   | New England Patriots    | V 31–0             | CBS 1:00et         | 73,262             |
| 2                 | 14 settembre 2003  | at Jacksonville Jaguars | V 38–17            | CBS 1:00et         | 58,613             |
| 3                 | 21 settembre 2003  | at Miami Dolphins       | S 17–7             | ESPN 8:30et        | 73,458             |
| 4                 | 28 settembre 2003  | Philadelphia Eagles     | S 23–13            | FOX 1:00et         | 73,305             |
| 5                 | 5 ottobre 2003     | Cincinnati Bengals      | V 22–16            | CBS 1:00et         | 72,615             |
| 6                 | 12 ottobre 2003    | at New York Jets        | S 30–3             | CBS 4:15et         | 77,740             |
| 7                 | 19 ottobre 2003    | Washington Redskins     | V 24–7             | FOX 4:15et         | 73,149             |
| 8                 | 26 ottobre 2003    | at Kansas City Chiefs   | S 38–5             | ESPN 8:30et        | 78,689             |
| 9                 | Settimana di pausa | Settimana di pausa      | Settimana di pausa | Settimana di pausa | Settimana di pausa |
| 10                | November 9, 2003   | at Dallas Cowboys       | S 10–6             | CBS 4:15et         | 63,770             |
| 11                | 16 novembre 2003   | Houston Texans          | S 12–10            | CBS 1:00et         | 72,677             |
| 12                | 23 novembre 2003   | Indianapolis Colts      | S 17–14            | CBS 1:00et         | 73,004             |
| 13                | 30 novembre 2003   | at New York Giants      | V 24–7             | CBS 1:00et         | 78,481             |
| 14                | 7 dicembre 2003    | New York Jets           | V 17–6             | CBS 4:15et         | 72,791             |
| 15                | 14 dicembre 2003   | at Tennessee Titans     | S 28–26            | CBS 1:00et         | 68,809             |
| 16                | 21 dicembre 2003   | Miami Dolphins          | S 20–3             | CBS 1:00et         | 73,319             |
| 17                | 27 dicembre 2003   | at New England Patriots | S 31–0             | CBS 1:30et         | 68,436             |

## Classifiche
| AFC East                 |    |    |   |      |     |      |     |     |     |
|                          | V  | S  | P | %    | DIV | CONF | PF  | PS  | STR |
| (1) New England Patriots | 14 | 2  | 0 | .875 | 5–1 | 11–1 | 348 | 238 | V12 |
| Miami Dolphins           | 10 | 6  | 0 | .625 | 4–2 | 7–5  | 311 | 261 | V2  |
| Buffalo Bills            | 6  | 10 | 0 | .375 | 2–4 | 4–8  | 243 | 279 | S3  |
| New York Jets            | 6  | 10 | 0 | .375 | 1–5 | 6–6  | 283 | 299 | S2  |